# William Ruddiman
William F. Ruddiman (8 janvier 1943 à Washington, D.C.) est un paléoclimatologue américain, professeur émérite de l’université de Virginie. En dehors des milieux scientifiques, il est connu principalement pour sa théorie, dite hypothèse Ruddiman, sur l’ancienneté du réchauffement climatique d’origine humaine dont il fait remonter l’origine aux débuts de l’agriculture, et qui aurait évité ou retardé le retour de la glaciation. Durant les années 1980, ses travaux avaient également affirmé le lien entre le soulèvement des hauts-plateaux du Tibet et du  Colorado et le refroidissement du climat il y a 50 millions d’années.

## Carrière scientifique
- 1969 : doctorat (PhD) en géologie marine, université Columbia
- 1969-1976 : océanographe au US Naval Oceanographic Office
- 1976-1983 : Senior Research Associate, Lamont-Doherty Observatory
- 1981-1982 : Program Associate, National Science Foudation
- 1983-1992 : Doherty Senior Research Scientist, Lamont-Doherty Observatory
- 1991-2001 : professeur au département des sciences de l’environnement de l’université de Virginie.

## Fonctions scientifiques
- 1982-1983 : directeur du projet CLIMAP (Climate Long range Investigation, Mapping and Prediction) de la National Science Foundation
- 1982-1990 : membre du comité exécutif du projet COHMAP (Cooperative Holocene Mapping Project)
- 1982-1986 : directeur associé du Lamont-Doherty Observatory
- 1993-1996 : directeur du département des sciences de l’environnement de l’université de Virginie

Membre de la Geological Society of America et de l’American Geophysical Union
Membre du comité de conseil éditorial de la revue Quaternary Science Reviews

## Publications
La théorie de William Ruddiman est exposée en détail dans le livre Plows, Plagues and Petroleum (en), traduit en français par Anne Pietrasik, sous le titre La charrue, la peste et le climat.
- « La charrue, la peste et le climat »(Archive.org • Wikiwix • Archive.is • Google • Que faire ?), Randall, 2009,  (ISBN 978-2-35923-000-0)
- (en) Plows, Plagues and Petroleum, Princeton University Press, 2005,  (ISBN 978-0-691-13398-0)
- (en) Earth’s Climate, Past and Future, W.H. Freeman, 2001, 2007 (seconde edition)  (ISBN 978-0716784906)
- (en) Tectonic Uplift and Climate Change, Springer, 1997,  (ISBN 978-0-306-45642-8)